# Masters de París 1992
El Masters de París 1992 fue un torneo de tenis jugado sobre moqueta. Fue la edición número 21 de este torneo. Se celebró entre el 2 de noviembre y el 9 de noviembre de 1992. 

## Campeones

### Individuales masculinos
Boris Becker vence a  Guy Forget 7–6(7–3), 6–3, 3–6, 6–3.

### Dobles masculinos
John McEnroe /  Patrick McEnroe vencen a  Patrick Galbraith /  Danie Visser, 7–6, 6–3
| Predecesor: París 1991 | Masters de París 1992 | Sucesor: París 1993 |